# ماثيو غراي غوبلر
ماثيو غراي غوبلر (بالإنجليزية: Matthew Gray Gubler)‏ مواليد 9 مارس 1980 في لاس فيغاس، هو ممثل ومخرج أمريكي بدأ مسيرته الفنية سنة 2004. فاز بجائزة إيمي داي تايم. درس في مدرسة تيش العليا للفنون.

## الأعمال

### أفلام
- آر في (2006) (بدور: جو جو)
- 500 يوم في الصيف (2009) (بدور: بول)
- الحياة بعد بيث (2014)
- ألفين والسناجب :رقاقة الطريق (2015)
- حريق المهملات (2016) (بدور: كالب)

### مسلسلات
- عقول إجرامية (2005) (بدور: سبنسر ريد)
- في منتصف الليل (2016)

## وصلات خارجية
- ماثيو غراي غوبلر على موقع IMDb (الإنجليزية)
- ماثيو غراي غوبلر على موقع روتن توميتوز (الإنجليزية)
- ماثيو غراي غوبلر على موقع ألو سيني (الفرنسية)
- ماثيو غراي غوبلر على موقع أول موفي (الإنجليزية)
- ماثيو غراي غوبلر على موقع قاعدة بيانات الأفلام السويدية (السويدية)
- ماثيو غراي غوبلر على موقع إن إن دي بي (الإنجليزية)
- ماثيو غراي غوبلر على موقع قاعدة بيانات الفيلم (الإنجليزية)
- ماثيو غراي غوبلر على موقع كينوبويسك (الروسية)
- الموقع الرسمي